# Banco de Valencia

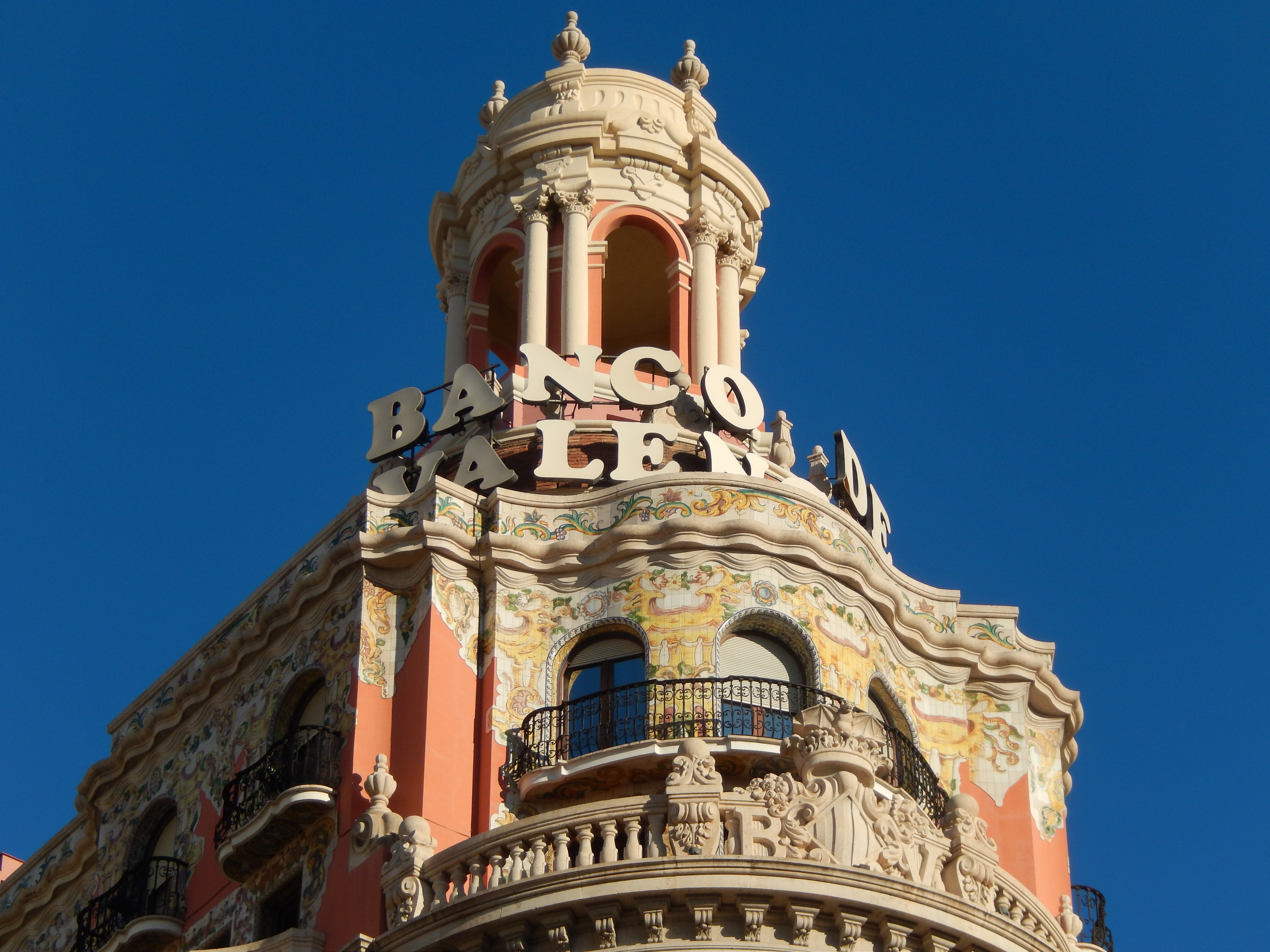
Pico del edificio de estilo modernista

Banco de Valencia, S. A. fue un banco español con sede en Valencia (España). En 2010, era el 7º banco por capitalización bursátil, la cual ascendía a más de 1.500 millones de euros.
El 19 de julio de 2013, se produjo la inscripción de la escritura de fusión de Banco de Valencia y CaixaBank en el registro mercantil, por lo que la integración de Banco de Valencia en CaixaBank se convirtió en plenamente efectiva.
La marca "Banco de Valencia" se mantuvo en las oficinas situadas en las provincias de Valencia y Castellón, cambiando el tradicional color rojo de la marca por el negro de "la Caixa", e incorporando a su vez la estrella característica de la entidad catalana. En junio de 2014, se tomó la decisión de rotular también las oficinas de CaixaBank (con la marca "la Caixa") en dichas provincias con la marca "Banco de Valencia".
En 2016, la marca "Banco de Valencia" fue sustituida por la marca "CaixaBank".

## Historia
Banco de Valencia fue fundado el 20 de marzo de 1900, siendo el banco más antiguo de la Comunidad Valenciana.
Su primer presidente fue Don José Tartiere Lenegre. Diez años más tarde, el banco ya apareció en la Guía Mercantil e Industrial de Valencia. En 1927, asumió la presidencia de la entidad Vicente Noguera Bonora, para un año más tarde inaugurar la oficina central en la calle Alfredo Calderón de Valencia. Un año más tarde, el banco compró el Banco de Castellón.
En 1936, la entidad abrió una oficina en San Sebastián. En 1940, hubo un nuevo cambio de presidente, accediendo al cargo Antonio Noguera Bonora, cargo que en 1954 fue ocupado por Ignacio Villalonga Villalba. En los años 1950, se popularizó la colección de calendarios emitida por la entidad. En 1964, accedió al cargo de presidente Joaquín Reig Rodríguez.
En 1974, el banco inauguró su Centro de Cálculo, y en 1978, su primera oficina en Madrid. En 1984, volvió a haber un nuevo cambio en la presidencia, siendo el nuevo presidente Antonio Girona Busutil. En 1989, el banco alcanzó la cifra de 230 oficinas. En los años 1990 hubo tres cambios en la presidencia: en 1993 fue nombrado presidente Antonio Escámez López, en 1994 José María Simó Nogués, y en 1997 Antonio J. Tirado Jiménez. Siguiendo su línea de expansión, el Banco de Valencia compró en 1997 el Banco de Murcia, aunque la fusión operativa culminó en 2002.
Al llegar el año 2000 y, bajo la presidencia de Julio de Miguel Aynat, la entidad celebró su centenario con la organización de diversos actos y celebraciones. El número de oficinas de la entidad alcanzó las 350 en 2003. En 2004, el que fuera presidente de la Generalidad Valenciana, José Luis Olivas Martínez asumió la dirección de la entidad, hasta su dimisión el 28 de octubre de 2011, una semana antes de que se publicara el riesgo de quiebra del banco debido a la alta concentración de préstamos al ladrillo.

### Intervención del Banco de España y venta a CaixaBank
El 21 de noviembre de 2011, el Banco de España anunció la intervención de Banco de Valencia. Anunció la inyección de 1000 millones de euros para reforzar los niveles de capital y la concesión de una línea de crédito de otros 2.000 millones con vistas a garantizar su liquidez. Fue el primer banco (sin contar los surgidos de cajas de ahorros) en ser intervenido desde que estalló la crisis financiera de 2008, aunque su principal accionista hasta dicha intervención era una caja de ahorros, Bancaja.
El 27 de junio de 2012, el FROB inyectó 998 millones de euros en forma de capital en Banco de Valencia y se hizo con el 90,89% de las acciones de la entidad.
El 27 de noviembre de 2012, el Fondo de Reestructuración Ordenada Bancaria (FROB) comunicó que inyectaría 4500 millones de euros en Banco de Valencia mediante una ampliación de capital. Una vez suscrita, traspasó Banco de Valencia a CaixaBank por el precio simbólico de un euro. El FROB concedió un Esquema de Protección de Activos (EPA) que cubrirá el 72,5% de pérdidas derivadas de una "cartera de activos predeterminada" en los próximos 10 años. Además, transfirió activos al banco malo y los tenedores de instrumentos híbridos del capital y de deuda subordinada soportaron pérdidas.
El 22 de febrero de 2013, el FROB anunció que interpondría en la Audiencia Nacional siete querellas contra la antigua cúpula del Banco de Valencia por estafa, apropiación indebida y administración desleal de la entidad y contra varios empresarios que se beneficiaron de la misma, causando un perjuicio patrimonial en torno a los 500 millones de euros.
El 28 de febrero de 2013, CaixaBank formalizó la adquisición del 98,9% del capital de Banco de Valencia tras recibir el visto bueno de la Comisión Nacional de Competencia, lo que, a su vez, hizo que entrara en vigor el esquema de protección de activos en virtud del cual el FROB asumirá durante 10 años el 72,5% de las pérdidas que sufra la cartera de pymes y autónomos y los avales de Banco de Valencia.
El 4 de abril de 2013, los consejos de administración de CaixaBank y Banco de Valencia aprobaron la fusión por absorción de la entidad valenciana por parte de la catalana.
El 12 de junio de 2013, la Junta General de Accionistas de Banco de Valencia aprobó la integración en CaixaBank. Se acordó mantener la marca Banco de Valencia en las oficinas que tenía el banco en las provincias de Valencia y Castellón con una doble rotulación para indicar también que pertenecen a CaixaBank.
El 19 de julio de 2013, se produjo la inscripción de la escritura de fusión de Banco de Valencia y CaixaBank en el registro mercantil, por lo que la integración de Banco de Valencia en CaixaBank se convirtió en plenamente efectiva.
Finalmente, el 28 de julio de 2013, se completó la integración tecnológica y operativa de Banco de Valencia en CaixaBank.
Pese a que después de la fusión (por absorción) se optó por un periodo de transición y de convivencia entre las marcas en las provincias de Valencia y Castellón que ha durado algo más de tres años. Tras este periodo, CaixaBank considera que apostar por su marca como única denominación favorece la transparencia y la cercanía en su relación con los clientes, además de destacar la notoriedad del banco líder en España.
La entidad apuesta por CaixaBank como única marca, "implementada ya en todos los canales digitales y en los cajeros, con el fin de favorecer la transparencia y la cercanía en su relación con los clientes y con la sociedad".

## Accionistas
Su principal accionista hasta la intervención del FROB era Bancaja, la cual formó junto a otras cajas de ahorros el SIP Banco Financiero y de Ahorros, matriz de Bankia.
Debido a la recapitalización por parte del FROB, los accionistas privados del Banco de Valencia soportaron las pérdidas en las que incurrió la entidad, tal y como establecía el Memorándum del rescate europeo a la banca española. Estos inversores privados representaban el 9% del capital social del banco nacionalizado.
El 28 de febrero de 2013, CaixaBank formalizó la adquisición del 98,9% del capital de Banco de Valencia. De esta manera, el capital que quedó cotizando en bolsa (free float) fue del 1,1%.
En la aprobación de la fusión por absorción de Banco de Valencia por CaixaBank se acordó, para los titulares del 1,1% del capital que no controlaba CaixaBank, un canje de una acción de CaixaBank por cada 479 de Banco de Valencia.
El 19 de julio de 2013, se produjo el canje de las acciones y Banco de Valencia dejó de cotizar.

## Red comercial
En 2012, contaba con 431 oficinas ubicadas en 10 de las 17 comunidades autónomas españolas y más de 2100 profesionales, para atender a más de 590.000 clientes.
A principios de 2013, se anunció el cierre del 90 por ciento de las cerca de 360 oficinas que componían su red, hasta quedarse con unas 35 sucursales y una reducción del 50 por ciento de sus 1.613 empleados, dentro de las condiciones impuestas por Bruselas para la venta a CaixaBank.
A pesar de la desaparición de la entidad, la marca "Banco de Valencia" se mantuvo en las oficinas situadas en las provincias de Valencia y Castellón, cambiando el tradicional color rojo de la marca por el negro de "la Caixa", e incorporando a su vez la estrella característica de la entidad catalana. La rotulación exterior de sus oficinas afectó a 143 oficinas en la provincia de Valencia y 27 oficinas en la de Castellón.
En junio de 2014, se tomó la decisión de rotular también las oficinas de CaixaBank (con la marca "la Caixa") en dichas provincias con la marca "Banco de Valencia".
En 2016, la marca "Banco de Valencia" fue sustituida por la marca "CaixaBank".

## Causas judiciales
En marzo de 2012, El Tribunal Superior de Justicia de la Comunidad Valenciana (TSJCV) confirmó la admisión a trámite por parte del Juzgado de Instrucción número 3 de Valencia de la querella presentada por una asociación de accionistas contra varios administradores del Banco de Valencia por administración desleal. Entre los imputados estaban José Luis Olivas, Domingo Para y Antonio Tirado.
En mayo de 2013, el juez de la Audiencia Nacional Santiago Pedraz imputó diversos delitos de apropiación indebida y administración desleal a la antigua cúpula del Banco de Valencia y a varios empresarios que se beneficiaron de operaciones presuntamente irregulares realizadas con la entidad.
En noviembre de 2013, la Audiencia Nacional imputó a todo el antiguo consejo de administración de Banco de Valencia (entre los que se incluían su expresidente, José Luis Olivas, y su exconsejero delegado, Domingo Parra) un delito de falsedad contable, relativo a las cuentas del año 2009.
En enero de 2014, el exconsejero delegado Aurelio Izquierdo declaró como imputado ante la Audiencia Nacional en la causa sobre supuestas irregularidades en la concesión de créditos por parte de la entidad a Aguas de Valencia.
En junio de 2014, se anunció la imputación de José Luis Olivas por delito fiscal en una operación con Cotino.
En marzo de 2015, se anunció que Santiago Pedraz interrogaría a antiguos cargos del Banco de Valencia y de Bancaja en calidad de imputados por el desvío de fondos al grupo de empresas del promotor inmobiliario Ramón Salvador.
En junio de 2015, Santiago Pedraz citó como imputados al exministro socialista Antonio Asunción y al exdirigente de Unión Valenciana Társilo Piles por la venta a la entidad financiera de la piscifactoría Acuigroup Maremar.
En julio de 2015, el juez de la Audiencia Nacional Juan Pablo González dejó en libertad con medidas cautelares a José Luis Olivas y envió a prisión a Aurelio Izquierdo, exdirector general de Bancaja y expresidente del Banco de Valencia; a José Cortina, exdirector general adjunto de la caja; así como a dos empresarios tras imputarles delitos de corrupción por los créditos que Bancaja y el Banco de Valencia concedieron para financiar inversiones inmobiliarias en el Caribe.